# Poecilocerastis rammei
Poecilocerastis rammei är en insektsart som beskrevs av Boris Petrovich Uvarov 1953. Poecilocerastis rammei ingår i släktet Poecilocerastis och familjen gräshoppor. Inga underarter finns listade i Catalogue of Life.